# Mühlviertler Heimatblätter
Die Mühlviertler Heimatblätter (1961 bis 1982) und die Mühlviertler Kulturzeitschrift (1982 bis 1994) waren oberösterreichische Literaturzeitschriften, die von der Mühlviertler Künstlergilde in Linz zunächst sechsmal und dann viermal jährlich herausgegeben wurden.

## Beschreibung
Obwohl von Anfang an jeder Kunst Raum gegeben werden sollte, bevorzugte die Redaktion zunächst traditionelle und teilweise sehr konservative Inhalte.
Neben Literatur wurden auch die Bereiche Architektur, Regionalgeschichte, Handwerk und Bildende Kunst gleichberechtigt berücksichtigt. Es gelang ein empathischer Zugang zu unterschiedlichen Aspekten der Region unter Vermeidung von Kleinstirnigkeit und Borniertheit.
Ab 1979 verstärkte sich der literarische Anteil und wurde inhaltlich offener und kritischer, wofür auch die Änderung des Namens im Jahr 1982 stand.
Etwas verspätet wurde mit zweisprachigen Ausgaben auf die Öffnung der Grenzen reagiert und 1994 wurde unmittelbar nach der Umstellung auf ein modernes Layout die Zeitschrift eingestellt.

## Autoren, Redakteure, Schriftleiter, Herausgeber
Zahlreiche Autoren haben in den 33 Erscheinungsjahren an der Gestaltung der insgesamt 151 Ausgaben (fallweise Doppelnummern) mitgewirkt, teilweise wurden aber auch Texte bereits verstorbener Autoren abgedruckt.
Als Schriftleiter bzw. für den Inhalt verantwortlich fungierten bis 1979 Heinz Scheibenbogen, Rudolf Pfann und Hertha Schober-Awecker. 1979 kam es unter Peter Ratzenböck zu einer inhaltlichen Neuausrichtung, wobei sich eine Redaktionsgemeinschaft bildete, der neben Ratzenböck noch Günther Kleinhanns und Richard Wall, später auch Herbert Friedl, Herbert Vorbach und Jutta Skokan angehörten.
Nachdem die Zeitschrift viele Jahre im Eigenverlag herausgegeben wurde, konnte 1972 durch die Einbindung des OÖ. Landesverlages eine deutlich Verbesserung von Druckqualität und Layout erreicht werden, wobei auch dann ausschließlich das Titelblatt farblich gestaltet wurde.
Die Mühlviertler Künstlergilde benannte sich 2001 nach ihrem Gründungspräsidenten Franz von Zülow in die Zülow Gruppe um.